# Norges fotbollslandslag i OS 1984
Norges fotbollslandslag i OS 1984
Norges fotbollslandslags trupp vid OS 1984 i Los Angeles.
1. Erik Thorstvedt
2. Svein Fjælberg
3. Terje Kojedal
4. Knut Torbjørn Eggen
5. Trond Sirevåg
6. Per Egil Ahlsen
7. Per Edmund Mordt
8. Kai Erik Herlovsen
9. Stein Gran
10. Tom Sundby
11. Stein Kollshaugen
12. Ola By Rise
13. Joar Vaadal
14. Egil Johansen
15. Jan Berg
16. André Krogsæter
17. Arve Seland

- Förbundskapten: Tor Røste Fossen